# Bazar de Anarkali
El Bazar de Anarkali (en urdu: اناركلى بازار) es un importante bazar (mercado) en Lahore, Punjab, Pakistán. Es uno de los mercados más antiguos que sobreviven en el sur de Asia, que se remonta al menos 200 años. Se encuentra ubicado en el centro comercial a 31°74°34'0N 18'58E con una altitud de 210 metros (692 pies) y también muy cerca de la puerta del hospital de Lahore Meo. El mercado debe su nombre a un mausoleo cercano que se cree es de una esclava llamada Anarkali, enterrada viva por orden del emperador mogol Akbar por tener una relación ilícita con el hijo del emperador, el príncipe Salim, después de convertirse en el emperador Jahangir.